# Mazda (automobile)
Pour les articles homonymes, voir Mazda.
Mazda Motor Corporation (マツダ株式会社, Matsuda kabushiki gaisha) est un constructeur automobile japonais, connu notamment pour la production en série d'un véhicule équipé par un moteur rotatif (type moteur Wankel) au lieu de pistons conventionnels, qui sera développé dans les années 1960, puis proposé sur son coupé sportif Cosmo de 1967. Cette technologie, adoptée par des constructeurs tels que Citroën, Mercedes et NSU, sera peu à peu abandonnée sauf par Mazda qui la proposait encore jusqu'en 2011 dans son coupé RX-8. Mazda a remporté les 24 Heures du Mans en 1991 avec une voiture équipée d'un moteur Wankel, la Mazda 787B.

## Histoire
Le 30 janvier 1920, Jūjirō Matsuda fonde l'entreprise Toyo Cork Kogyo Co., Ltd, qui fabrique des bouchons de liège utilisés par une industrie vinicole alors en pleine expansion dans l'archipel nippon.
En 1921, la société acquiert l'Abemaki Tree Cork Cpny.
L'entreprise change son nom en Toyo Kogyo Co., Ltd en 1927 et se lance dans la fabrication de machines-outils, puis à une première voiture en 1931, la Mazda-Go, une voiture à trois roues (triporteur semblable à un rickshaw) commercialisée en Chine et en Inde. Toyo Kogyo produira également des armes pour l'armée japonaise tout au long de la Seconde Guerre mondiale, notamment la série des fusils Type 99.
La société adopte officiellement le nom de Mazda en 1934. Il trouve sa double origine dans la prononciation japonaise du patronyme de son fondateur, Jujirō Matsuda, ainsi que dans le nom d'une divinité de la Perse antique, Ahura Mazdâ.
En 1960, la marque lance sa première voiture de tourisme, la R360, et change de logo pour adopter un M stylisé. Cette entrée dans le marché de la voiture de tourisme fait suite au People's Car Plan, un programme du ministère de l'Industrie encourageant les constructeurs automobiles à se lancer dans la production de petites voitures.
En 1962, Mazda ouvre une usine d'assemblage de ses véhicules en Corée du Sud, puis en 1963, une autre usine d'assemblage en Afrique du Sud.
À la fin des années 1960, Mazda s'intéresse au moteur Wankel dont il a acquis la licence en début de décennie et le proposera sur son coupé sportif Cosmo de 1967. Cette technologie, adoptée par des constructeurs tels que Citroën et NSU, sera peu à peu abandonnée, sauf par Mazda qui la proposait encore dans son coupé RX-8 jusqu'en 2011. Mazda a remporté les 24 Heures du Mans en 1991 avec une voiture équipée d'un moteur Wankel quadri-rotors, la Mazda 787B, devenant la première marque japonaise à s'être imposée dans la Sarthe.
En 1979, Ford rachète un quart du capital de Mazda. Une coentreprise, Auto-Alliance, est créée avec Ford, pour coupler leurs plateformes de production. Plusieurs modèles sont alors produits par Mazda et commercialisés par Ford, et vice-versa.
En 1987, Mazda ouvre une usine de production aux États-Unis, à Flat Rock dans le Michigan. En 1992, Ford rachète 50 % de l'usine.
En avril 1996, Ford monte au capital de Mazda en allongeant 486 millions de dollars, totalisant 33,4 % des parts, ce qui lui confère une minorité de blocage et la place de premier actionnaire. Le contrat prévoit également que le président de Mazda, Yoshihiro Wada, doit céder sa place à Henry Wallace, un homme de Ford. Ford a renforcé sa prise de capital alors que la marque japonaise traversait une crise financière aiguë, liée entre autres à sa principale usine, Hofu, dans laquelle la société avait lourdement investi, mais dont les capacités de production manquaient d'adaptabilité,. En 1996, Mazda ne produit plus que 800 000 véhicules, contre 1,4 million en 1990.
Avec ses propres difficultés financières et sa quasi-faillite entre 2008 et 2010, Ford s'est à son tour peu à peu retiré jusqu'à n'avoir plus que 2,1 % d'actions Mazda en 2014.
À partir des années 2010, Mazda s'inspire du Kodo design (forme élancée de l'animal en mouvement) pour dessiner la forme de ses nouvelles voitures. À partir de 2015, tous les concessionnaires européens de la marque ont signé un nouveau contrat pour restructurer leurs centres de concession selon les nouvelles directives de la maison mère. En avril 2015, Toyota annonce un partenariat avec Mazda dans lequel le leader automobile s'inspire du modèle Demio de Mazda pour les nouveaux modèles de la gamme Scion. En août 2017, Toyota annonce un partenariat avec Mazda, par lequel il prend une participation de 5 % dans ce dernier. Ce partenariat vise également à construire ensemble deux usines aux États-Unis pour 1,6 milliard de dollars. Ce partenariat porte également sur le domaine de la voiture électrique. La nouvelle voiture électrique de Mazda contient un moteur électrique de 143 ch à 4 500 tr/min alimenté par une batterie au lithium-ion de 35,5 kWh.
En juin 2024 éclate au Japon un scandale des certifications frauduleuses de véhicules. Il concerne Toyota, Honda, Mazda, Yamaha et Suzuki, et touche un total de 38 modèles. Toyota est contraint de suspendre la production de trois de ses voitures, Mazda de deux, et Yamaha d’un. Les modèles concernés chez Suzuki et Honda ne sont plus en construction, ce qui leur a permis d’éviter l’arrêt de leur chaîne de production.

### Les grandes étapes

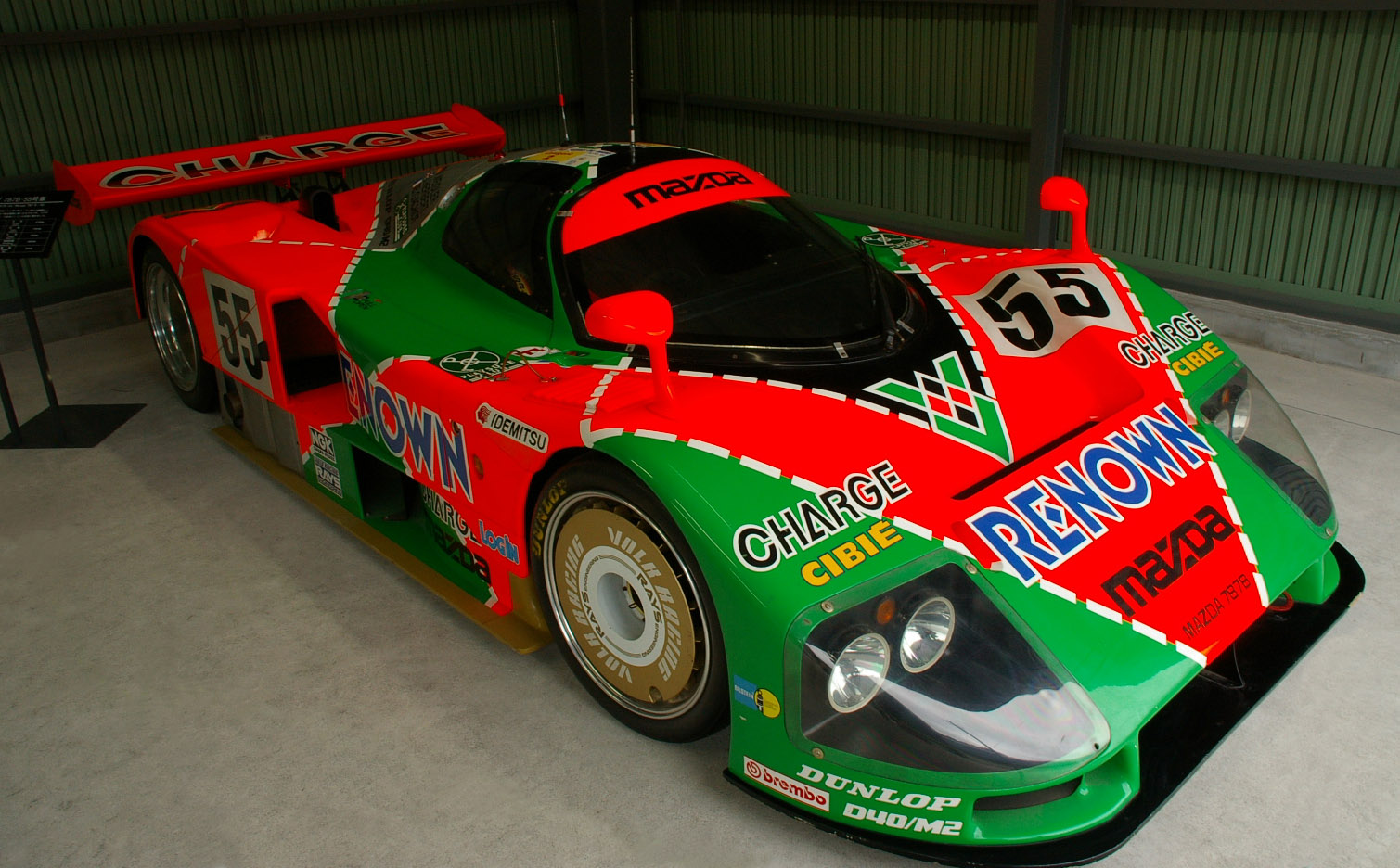
La Mazda 787B, victorieuse de l'édition 1991 des 24 Heures du Mans.

- 1920 : Jūjirō Matsuda fonde la société Toyo Cork Kogyo Co., Ltd.

- 1931 : Lancement de la production d'un camion à trois roues nommé Mazda-Go.
- 1934 : Le nom Mazda apparaît pour la première fois.
- 1960 : Lancement de la première voiture de tourisme Mazda, le Coupé R360.
- 1962 : La quatre-portes Mazda Carol fait son apparition.
- 1963 : Mazda atteint son premier million de véhicules produits.
- 1966 : Lancement de la Mazda Luce, dessinée par le carrossier italien Bertone.
- 1967 :
  - Lancement de la Mazda Cosmo Sport 110S, premier véhicule Mazda équipé d’un moteur rotatif. Ce modèle joue un rôle clé dans l’histoire de Mazda.
  - Début du programme d'exportations à grande échelle de Mazda vers l’Europe.

- 1970 : Début des exportations vers les États-Unis.
- 1977 : Lancement de la Mazda Familia (type 323) et de la Mazda Capella (type 626), modèles qui renforcent la réputation de la marque.
- 1972 : La production globale de Mazda atteint cinq millions d’unités, dont un million exportées.
- 1975 : Première apparition du logo Mazda (bien que différents logos aient existé auparavant).
- 1981 : Création de Mazda North America Inc. et de Mazda Motor Europe.
- 1984 : Mazda adopte officiellement la dénomination sociale Mazda Motor Corporation.
- 1985 : La production globale atteint dix millions d'unités.
- 1986 : 1,5 million de voitures équipées d’un moteur rotatif ont été produites.
- 1987 : Ouverture de la première usine de fabrication à l'étranger, dans le Michigan (États-Unis).
- 1989 : Lancement de la première Mazda MX-5 (NA) au Chicago Auto Show.
- 1991 :
  - Une Mazda 787B remporte les 24 Heures du Mans, devenant la première voiture japonaise victorieuse et la seule équipée d’un moteur rotatif à gagner cette course.

- 1994 : Mazda devient le premier constructeur automobile japonais à obtenir la certification ISO 9002.
- 1996 : Mazda obtient la certification ISO 9001, confirmant son engagement pour la qualité.
- 1997 : Apparition du nouveau logo Mazda, toujours en usage aujourd’hui.
- 1999 : La 500 000e Mazda MX-5 est produite.
- 2002 : Présentation du concept "Zoom-Zoom", qui incarne l'esprit de la marque Mazda pour le XXIe siècle.
- 2003 : Lancement de la première version de la Mazda RX-8 (FE). Le moteur Renesis est élu Moteur de l'année en 2003 et 2004.
- 2004 : Mazda célèbre le 25e anniversaire de son partenariat avec Ford.

- 2005 : lancement de la nouvelle version de la MX-5 (NC), le roadster le plus vendu dans le monde. Mazda lance également un MAV (Activity Vehicle Multi) avec deux portes coulissantes arrière et un espace pour six ou sept personnes qui peuvent confortablement accéder à chaque ligne de sièges.

- 2007 : Mazda signe un accord pour fournir des RX-8 Hydrogen RE à HyNor, un projet national qui se proposait de créer une infrastructure pour la distribution d'hydrogène en Norvège. Mazda lance le Sport Crossover CX-7 (EK) et la petite Mazda 2 (DE).

- 2008 : lancement de la Mazda 6 (GH), qui sera élue « meilleure voiture familiale » et « meilleure Station Wagon » par What Car en 2010.
- 2009 : lancement de la nouvelle Mazda3 (BL).
- 2010 : deux anniversaires importants : vingt ans de la MX-5 et le 90e anniversaire du constructeur Mazda.
- 2011 : lancement des nouvelles technologies moteur Skyactiv, offrant pour les motorisations essence comme diesel une augmentation du couple tout en réduisant leur consommation. Le premier modèle à en bénéficier, mais uniquement sur la partie groupe moto-propulseur, est la Mazda3 (BL), qui hérite sur certains marchés (Amérique du Nord et Japon principalement) d'une finition « Skyactiv » équipée du nouveau moteur 2.0 Skyactiv-G en version 155 ch, avec une boîte de vitesses mécanique ou automatique à six rapports.
- 2012 : lancement du SUV compact CX-5 (KE), salué par la critique et perçu comme le renouveau de la marque, avec le design « Kodo ».
- 2013 : lancement des troisièmes générations de Mazda6 (GJ) et Mazda3 (BM), utilisant elles aussi le design « Kodo ».
- 2015 : Mazda lance la quatrième génération du roadster MX-5 (version ND).
- 2017 : lancement du Mazda CX-5 de seconde génération.
- 2019 : lancement de la 4e génération de la Mazda3 et du CX-30.
- 2020 : lancement du Mazda MX-30, premier véhicule 100 % électrique de la marque.
- 2020 : pour le 100e anniversaire de la marque, Mazda a lancé une version limitée sur toute la gamme Mazda (2, 3, CX-3, CX-30, CX-5, MX-5), basée sur les caractéristiques de la Mazda R360 Coupé sortie en 1960, qui était le symbole même des « kei cars » (véhicules légers) au Japon. Les caractéristiques : Snowflake White Pearl Mica, intérieur rouge « Burgundy », appui-têtes embossés du logo 100e anniversaire, tapis rouges floqués, boîtier de clef exclusif embossé, centres de roues ornés et badges spéciaux.
- 2022 : lancement du Mazda CX-60 PHEV, premier véhicule hybride rechargeable de la marque sur le marché européen des SUV.
- 2023 : annonce du Mazda CX-80, version plus grande à trois rangées du CX-60, avec un lancement prévu en 2024.
- 2024 : lancement de la Mazda6e, nouvelle berline électrifiée qui succède à la Mazda6, intégrant les dernières technologies Skyactiv et un design inspiré du langage « Kodo ».

## Principaux actionnaires
| Toyota                                  | 5,05 |
| Silchester International Investors (en) | 5,01 |
| Nomura Asset Management                 | 4,14 |
| Baillie Gifford                         | 2,89 |
| The Vanguard Group                      | 2,25 |
| BlackRock Fund Advisors                 | 1,90 |
| Daiwa Asset Management                  | 1,70 |
| Daiwa Asset Management                  | 1,69 |
| Sumitomo Mitsui Financial Group         | 1,61 |
| Norges Bank Investment Management       | 1,37 |

## Principaux modèles d'automobiles Mazda

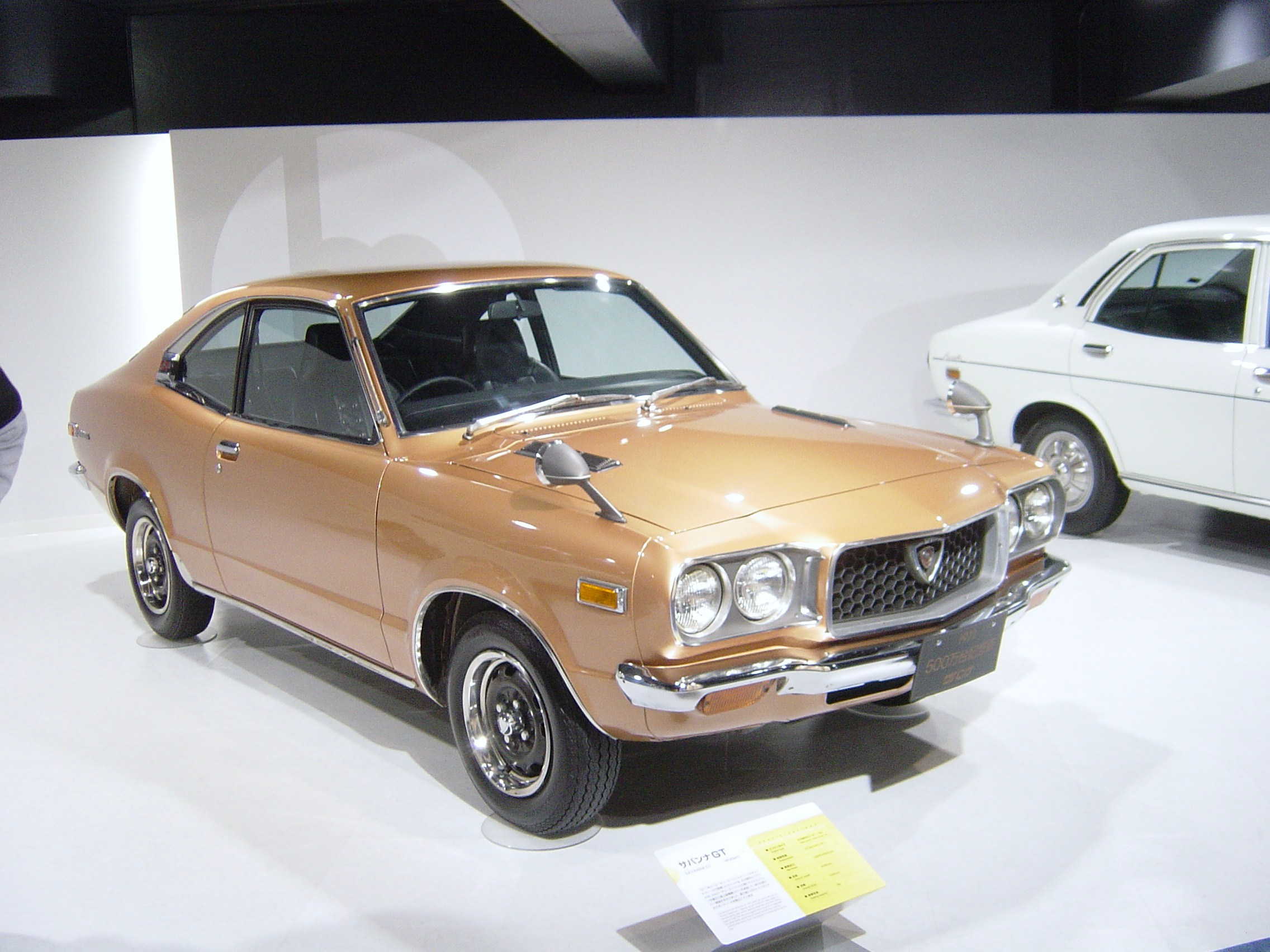
Une RX-3 de première génération.

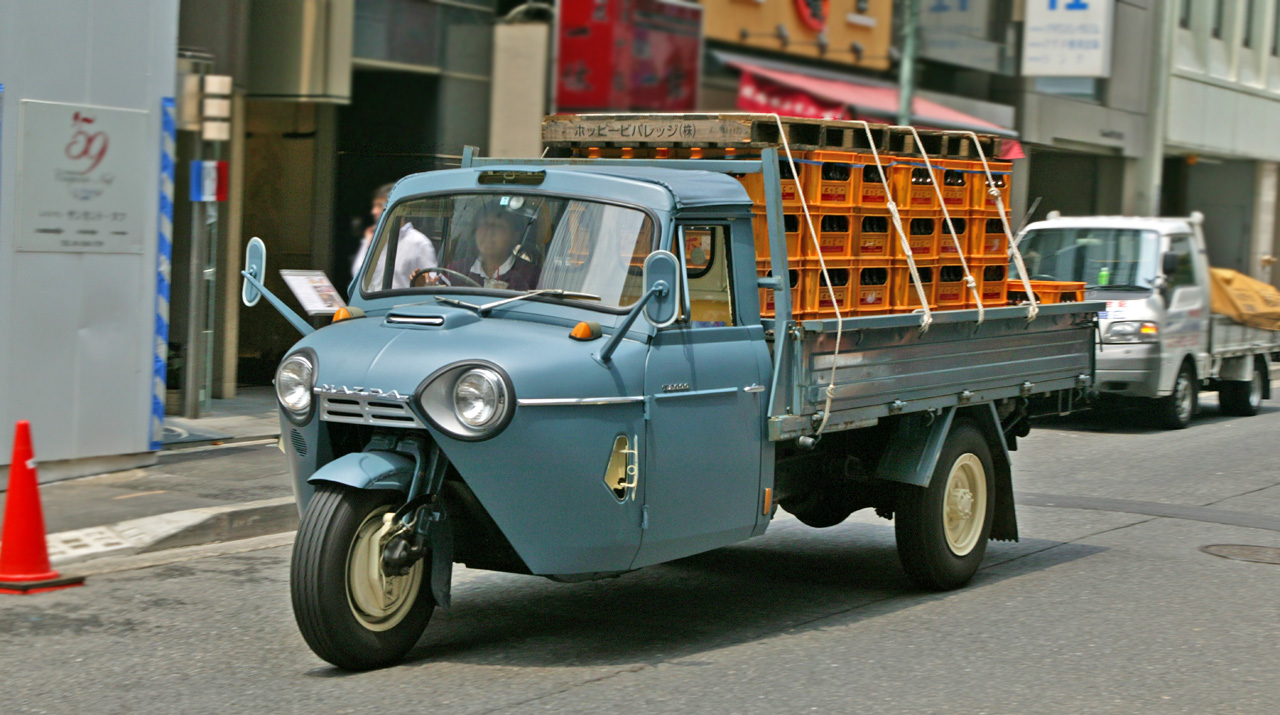
Un 3-roues T2000.

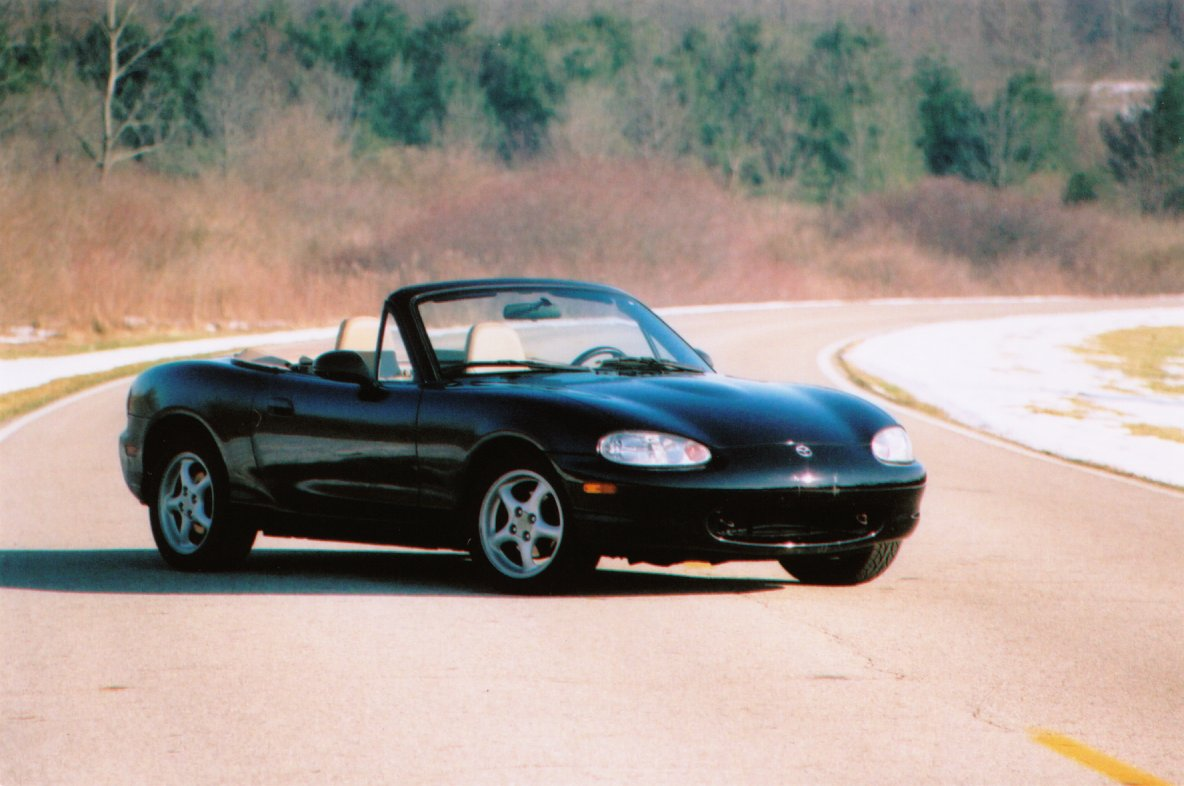
Une Miata (1999).

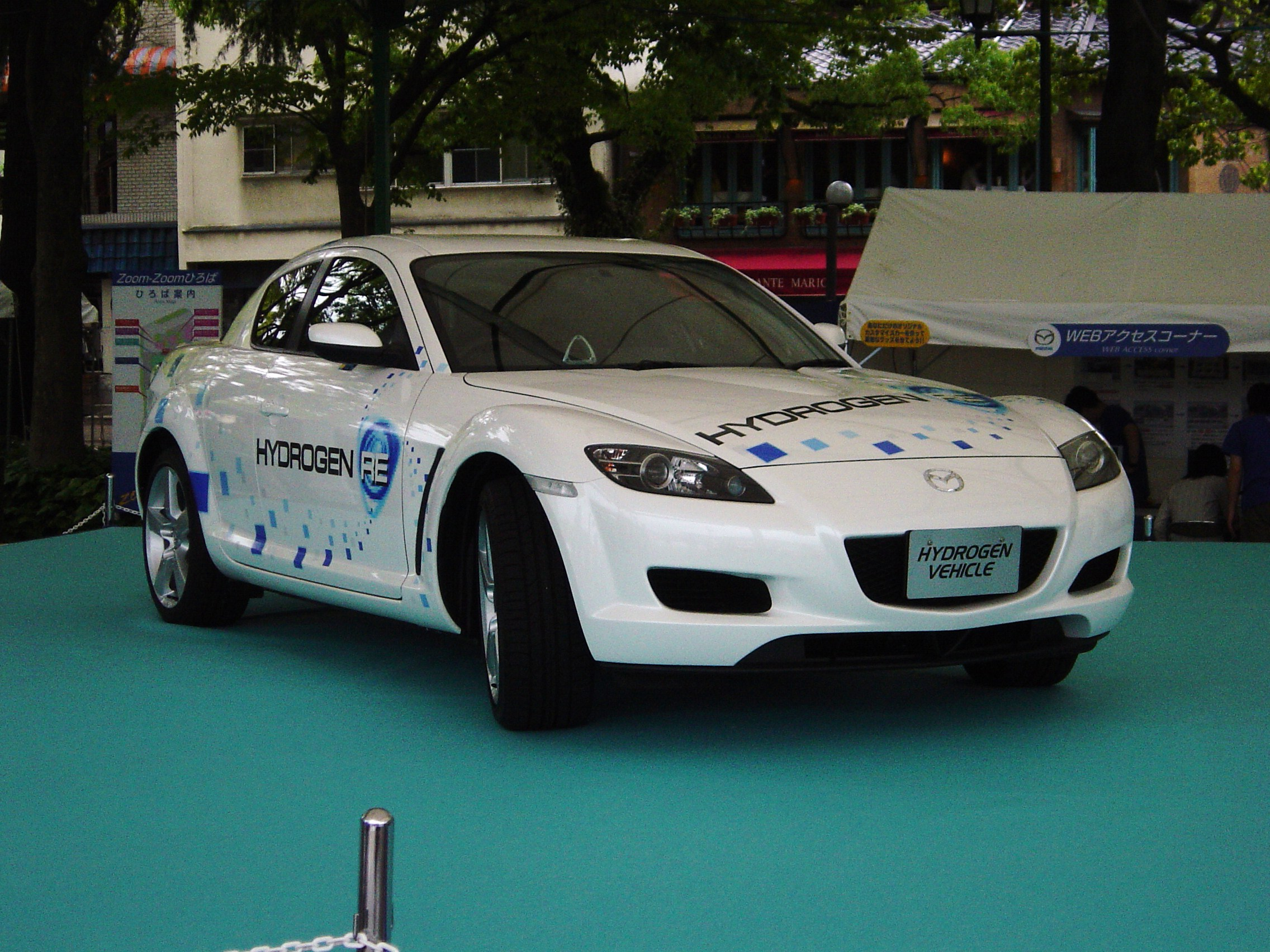
Une RX-8 à moteur à hydrogène.

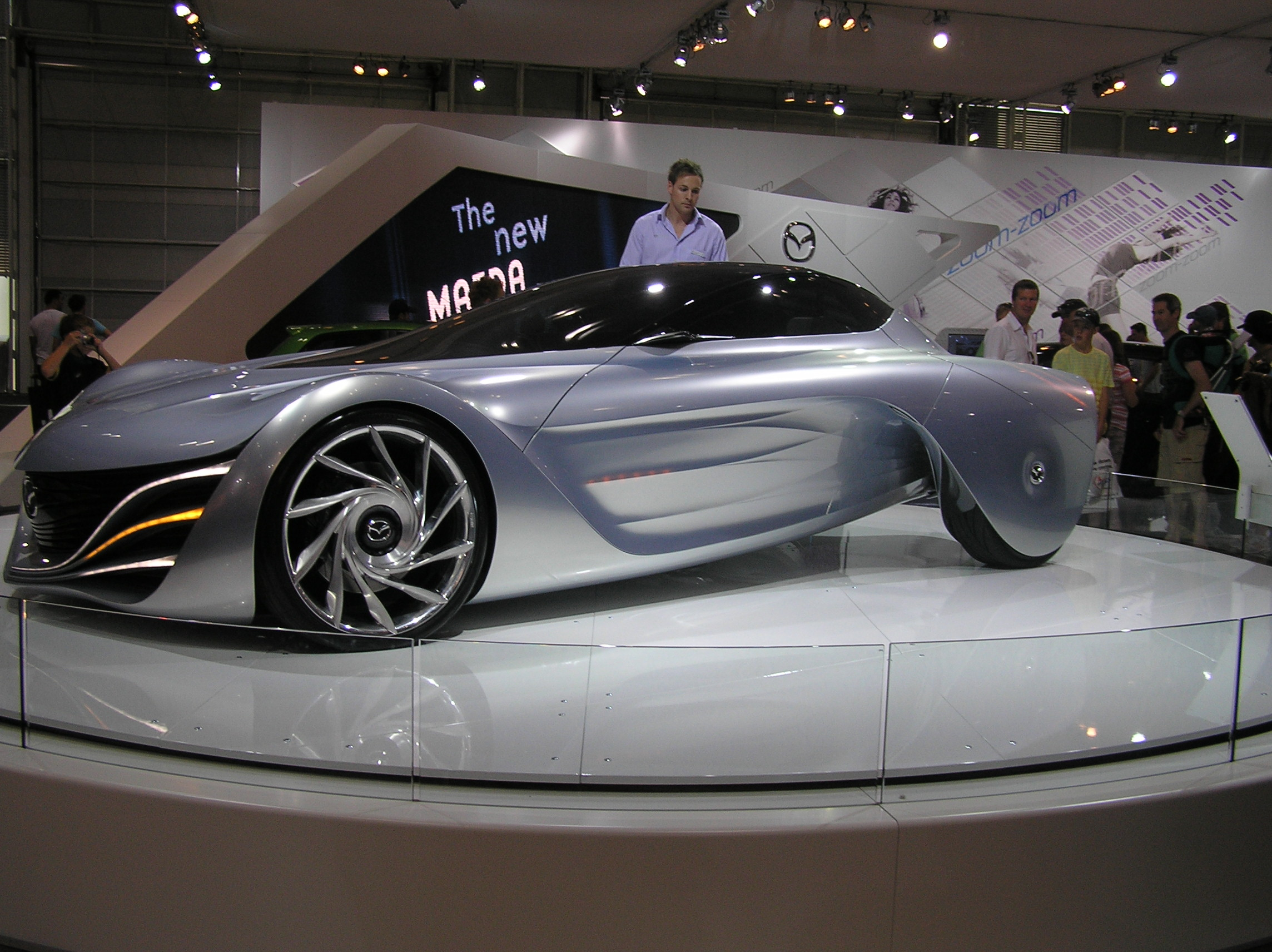
Mazda Taiki, concept car (2008).

### Modèles anciens

#### Petits modèles
Les keijidōsha, au Japon :
- AZ1, idem Suzuki Cara ;
- Spiano (Suzuki Alto Lapin) ;
- AZ Wagon, idem Suzuki Wagon R. Remplacé par la Mazda Flair fin 2012.

#### Petites et compactes
- Mazda 121
- 323 / Familia, compacte dont les origines remontent à 1963, née sous le nom Familia, qui deviendra 818 à l'exportation puis 323 à partir de 1977.
- Mazda Verisa, petite berline lancée en juin 2004 et réservée au marché japonais.

#### Berlines familiales et routières
- 626 / Capella, familiale vendue jusqu'en 2002, lancée en 1970 au Japon et qui deviendra 626 à l'export à partir de 1978.
- 929 / Luce, grande berline née en 1973 sous le nom Luce et qui deviendra 929 à l'exportation à partir de 1973.
- Xedos 6 / Eunos 500, berline premium basée sur la quatrième génération de 626. Appelée Eunos 500 au Japon et Xedos 6 à l'export.
- Xedos 9 / Eunos 800 / Millenia, grande traction vendue entre 1993 et 2003, appelée Xedos 9 en Europe, Eunos 800 puis Millenia au Japon et Millenia aux États-Unis.
- 6, (Atenza au Japon).

#### Sportives
- Cosmo Sports 110 S (1967)
- Eunos Cosmo
- 323 GTR
- Mazda 323F (BA) équipée d'un V6 de 2 L
- MX-3 (1991 - 1998), coupé sur une base de 323 qui disposait à l'époque du plus petit V6 du monde.
- MX-5 NA (1989)[22]
- MX-5 NB (1998)
- MX-5 NC (2007)
- MX-5 ND (2015)
- MX-6, coupé 4-places directement dérivé de la Mazda 626.
- R100, coupé à moteur bi-rotor successeur de la Cosmo Sport 110 S
- RX-2
- RX-3
- RX-4, version à moteur bi-rotor de la première génération de 929 (deuxième Luce).
- RX-5 (pt)
- RX-7
- RX-8, dernier représentant chez Mazda du moteur à pistons rotatifs. Lancée en 2002 et retouchée en 2008, la RX-8 dispose de portes arrière à ouverture antagoniste. Production arrêtée en 2012.

#### Monospaces
- Premacy
- 5, monospace compact lancé en 2005. Il conserve l'appellation Premacy au Japon.
- Biante, monospace lancé en 2008, réservé au marché japonais.
- MPV, renouvelé en 2006, il est désormais surtout destiné au marché japonais. Il est vendu dans une partie de l'Asie sous le nom Mazda 8.

#### SUV
- Tribute, première expérience de Mazda dans la catégorie SUV. Sortie en 2000, plate-forme commune avec le Ford Escape.
- CX-3, SUV long de 4,27 m, produit entre 2014 et 2021.
- CX-7, SUV long de 4,68 m, lancé fin 2006 aux États-Unis et au Japon, en 2007 en Europe. Production terminée en 2012.

### Modèles actuels

#### Petits modèles
Le keijidōsha ou K-cars, réservées au Japon :
- Carol, modèle dont les origines remontent à 1962, mais qui est une Suzuki Alto rebadgée depuis 1999 ;
- AZ-Offroad (pt), idem Suzuki Jimny XG ;
- Scrum, idem Suzuki Every ;
- Flair, keijidosha lancée fin 2012 succédant au AZ Wagon et identique à la dernière génération de Suzuki Wagon R ;
- Flair Wagon, keijidōsha lancée juin 2012 et identique à la dernière génération de Suzuki Palette.

#### Petites et berlines
- 2, petite berline renouvelée en 2007 et dont la première génération fut importée sous le nom Demio ; appellation conservée au Japon[23].
- 3, (Axela au Japon).

#### Sportives
- MX-5 (Miata aux États-Unis, Eunos Roadster au Japon), petit roadster propulsion à deux places, renouvelé en 2015 (quatrième génération).

#### À prolongateur d’autonomie
- MX-30 R-EV (2020-), Cf. § MX-30 R-EV }.

#### SUV
- CX-30 (2019-), SUV compact de 4,39 m.
- MX-30 (2020-), SUV compact électrique de 4,39 m.
- CX-4 (2016-), SUV de 4,63 m.
- CX-5, SUV compact lancé mondialement en 2012 et renouvelé en 2017, mesurant 4,55 m.
- CX-8 (2017-), SUV de (4,90 m).
- CX-9, SUV plus gros (5,07 m), lancé début 2007 aux États-Unis et renouvelé en 2017.
- CX-60, SUV familial lancé en 2022.
- CX-80, SUV familial lancé en 2023.
- CX-90, grand SUV familial 7 ou 8 places, lancé en 2023.
- EZ-60, SUV électrique dévoilé en 2025.

#### Utilitaires
- Série B, pick-up très proche du Ford Ranger ; produit comme lui en Thaïlande.
- Série-E ou Marthon ou Bongo Brawny, une minibus robuste très commun en Afrique importé du Belgique, de l'Allemagne et du Pays-Bas. Aussi en Asie, sa fonction était pour les transports de marchandises ou passagers. Existait en motorisation éssence et diesel.

## Concept cars
- Mazda EX005 Hybrid (1970)
- Mazda RX-500 (1970)
- Mazda RX-510 (1971)
- Mazda CVS Personal Car (1973)
- Mazda EV3 (1973)
- Mazda Le Mans Prototype (1983)
- Mazda MX-02 (1983)
- Mazda MX-03 (1985)
- Mazda Telecom Delivery (1985)
- Mazda Titan 4WD Big Way[24] (1985)
- Mazda MX-04 (1987)
- Mazda Pair (1987)
- Mazda MX-81 Aria[25] (1981)
- Mazda RX-33 (1988)
- Mazda RX-44 (1989)
- Mazda TD-R (1989)
- Mazda E-Go (1990)
- Mazda Gissya (1991)
- Mazda HR-X (1991)
- Mazda HR-X 2 (1993)
- Mazda London Taxi (1993)
- Mazda MX-5 Miata HV Hydrogen Vehicle (1993)
- Mazda Capella Cargo Hydrogen (1995)
- Mazda BU-X (1995)
- Mazda CU-X (1995)
- Mazda SU-V (1995)
- Mazda RX-01 (1995)
- Mazda RX-02
- Mazda RX-03
- Mazda RX-04
- Mazda MS-X (1997)
- Mazda MV-X (1997)
- Mazda SW-X (1997)
- Mazda Demio FC-EV (1997)
- Mazda Neospace (1999)
- Mazda Nextourer (1999)
- Mazda Activehicle (1999)
- Mazda Tribute Hayate (2000)
- Mazda 323 MPS Concept (2000)
- Mazda 626 MPS Concept (2000)
- Mazda Miata Mono Posto[26] (2000)
- Mazda RX-Evolv (2000)
- Mazda Secret Hideout (2001)
- Mazda MX Sport Tourer (2001)
- Mazda MX-5 MPS (2001)
- Mazda Premacy FC-EV (2001)
- Mazda 6 MPS Concept (2002)
- Mazda MX Sport Runabout (2002)
- Mazda Cosmo concept 21 (2002)[27]
- Mazda Kusabi (2003)
- Mazda Ibuki[28] (2003)
- Mazda Roadster Coupe TS Concept[29] (2003)
- Mazda MX Sportif[30] (2003)
- Mazda RX-8 Hydrogen RE (2003)
- Mazda MX-Micro Sport[31] (2004)
- Mazda MX-Flexa (2004)
- Mazda MX-Crossport[32] (2005)
- Mazda Sassou (2005)
- Mazda Senku (2005)
- Mazda Nagare (2006)
- Mazda Kabura (2006)
- Mazda Hakaze (2007)
- Mazda Ryuga (2007)
- Mazda Washu[33] (2007)
- Mazda Premacy Hydrogen RE Hybrid (en) (2007)
- Mazda Kiyora (2008)
- Mazda Kazamai (2008)
- Mazda Taiki (2008)
- Mazda Furaï (2008)
- Mazda 2Evil (2009)
- Mazda Active2 Surf (2009)
- Mazda Active2 Snow (2009)
- Mazda MX-5 Version Superlight (2009)
- Mazda Shinari[34] (2010)
- Mazda Takeri[35] (2011)
- Mazda MX-5 Super 20[36] (2011)
- Mazda MX-5 Super 25[37] (2012)
- Mazda LM55 Vision Gran Turismo (2014)
- Mazda Hazumi (2014)
- Mazda MX-5 Speedster[38] (2015)
- Mazda MX-5 Spyder[38] (2015)
- Mazda RX-Vision (2015)
- Mazda Koeru (2015)
- Mazda MX-5 Speedster Evolution[39] (2016)
- Mazda MX-5 RF Kuro (2016)
- Mazda Vision Coupé[40] (2017)
- Mazda Kai[41] (2017)
- Mazda RX-Vision GT3 Concept (2020)[42]
- Mazda Iconic SP concept (2023)[43]
- Mazda Arata Concept[44]

## Gamme européenne actuelle
- Mazda 2 (2021 - )
- Mazda 3 (2019 - )
- Mazda CX-30 (2019 - )
- Mazda CX-60 (2022 - )
- Mazda CX-80 (2024-)
- Mazda MX-30 (2020 - )
- Mazda MX-30 REV (2022- )
- Mazda CX-5 (2017 - )
- Mazda MX-5 (2015 - )

## Slogans
International :
- « Zoom-Zoom »

Français (au Canada) :
- « Vroum-Vroum »
- « Emporte-moi » (deuxième moitié des années 1990)
- « Je me sens bien » (tournant des années 1990)
- « T'es rendu là » (2014)

## Identités visuelles

Logos de Mazda
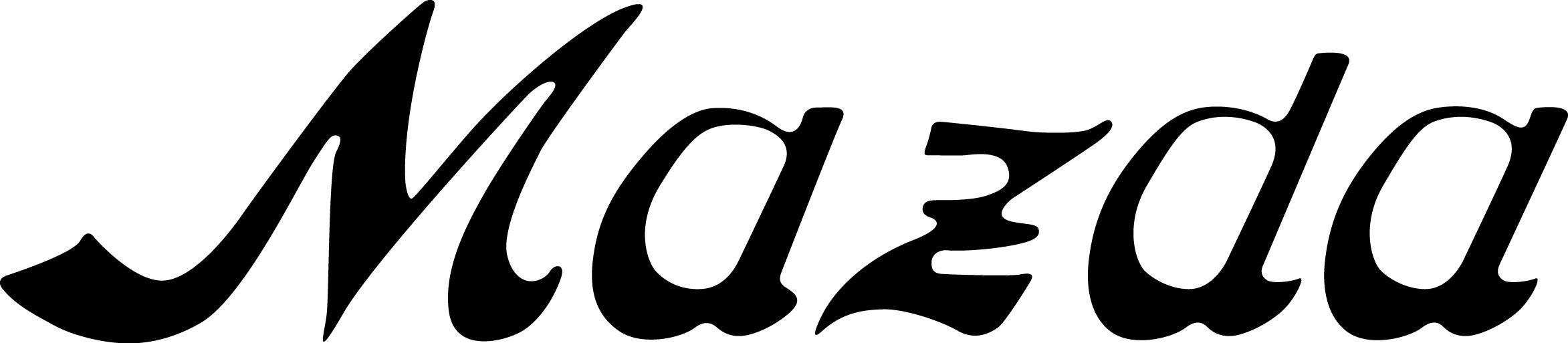
De 1934 à 1936.
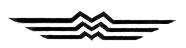
De 1936 à 1959.
De 1959 à 1975.
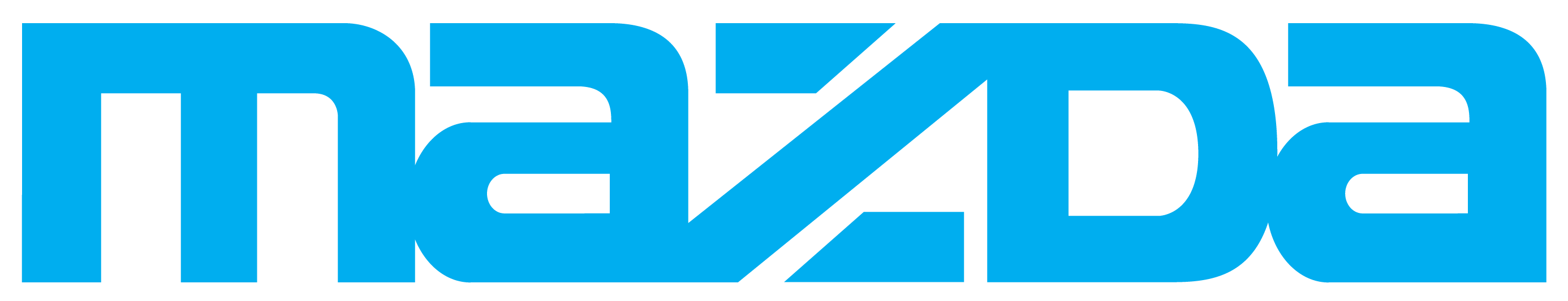
De 1975 à 1991.
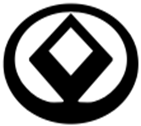
De 1991 à 1992.
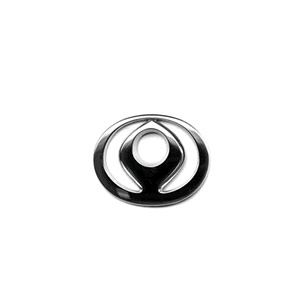
De 1992 à 1998.
De 1998 à 2018.

## Divers
Depuis février 2006, Mazda est propriétaire du circuit automobile de Mine. Le constructeur y teste ses véhicules. À noter également qu'il est possible de visiter l'usine d'Hiroshima par l'intermédiaire d'un tour organisé gratuit.
Sans être le propriétaire du circuit, Mazda détenait les droits sur le nom « Laguna Seca » jusqu'en 2018. D'où le nom officiel du circuit californien jusqu'à cette date : « Mazda Raceway Laguna Seca ».